# Setrajaya
Setrajaya is een bestuurslaag in het regentschap Pandeglang van de provincie Banten, Indonesië. Setrajaya telt 1930 inwoners (volkstelling 2010).